# Raúl Héctor Castro
Raúl Héctor Castro (Cananea, 12 giugno 1916 – San Diego, 10 aprile 2015) è stato un politico e diplomatico statunitense.
È stato il governatore dell'Arizona dal gennaio 1975 all'ottobre 1977. Rappresentante del Partito Democratico, ha svolto diversi ruoli di diplomatico come ambasciatore in diversi Paesi ispanici. In particolare è stato ambasciatore statunitense in Argentina dal novembre 1977 al luglio 1980, ambasciatore in Bolivia dal settembre 1968 al novembre 1969 e ambasciatore in El Salvador dal dicembre 1964 al luglio 1968.